# Wohnhaus Schwachhauser Heerstraße 57
Das Wohnhaus Schwachhauser Heerstraße 57 befindet sich in Bremen, Stadtteil Schwachhausen, Ortsteil Gete, Schwachhauser Heerstraße 57. Das Wohnhaus wurde 1897 nach Plänen von Albert Dunkel errichtet. 
Es steht seit 1984 unter Bremer Denkmalschutz.

## Geschichte
Das zweigeschossige, verputzte, verzierte Wohnhaus mit Souterraingeschoss, Satteldach, Balkon und Erker wurde 1884 in der Epoche des Historismus als Bremer Haus für den Kaufmann und Konsul von Spanien Eduard Michaelsen gebaut.

Heute (2018) wird das Haus durch Wohnungen, Büros und  Praxen genutzt. 
Daneben steht das von Dunkel entworfene Wohnhaus Schwachhauser Heerstraße 55.

Von dem Architekten Dunkel stammen in Schwachhausen auch u. a. das Wätjenhaus im Bürgerpark und seine Villa Dunkel.